# Joel Román
Joel Román (Asunción, Paraguay, 19 de marzo de 1990) es un futbolista paraguayo, que juega de centrodelantero en el Sportivo Trinidense de la Segunda División de Paraguay.

## Clubes
| Club                | País     | Año         |
| ------------------- | -------- | ----------- |
| Guaraní             | Paraguay | 2012 - 2013 |
| San Lorenzo         | Paraguay | 2014 - 2015 |
| General Caballero   | Paraguay | 2016        |
| Fulgencio           | Paraguay | 2019        |
| Club River Plate    | Paraguay | 2019        |
| Sportivo 2 de Mayo  | Paraguay | 2021        |
| Sportivo Trinidense | Paraguay | 2021        |

### Participaciones en Copas Nacionales
| Copa               | País     | Resultado     | Partidos | Goles |
| ------------------ | -------- | ------------- | -------- | ----- |
| Copa Paraguay 2018 | Paraguay | Por confirmar | 0        | 0     |

## Palmarés
| Título              | Equipo               | País     | Año  |
| ------------------- | -------------------- | -------- | ---- |
| División Intermedia | Sportivo San Lorenzo | Paraguay | 2014 |